# Hedysarum tanguticum
Hedysarum tanguticum är en ärtväxtart som beskrevs av Boris Fedtjenko. Hedysarum tanguticum ingår i släktet buskväpplingar, och familjen ärtväxter. Inga underarter finns listade i Catalogue of Life.